# Transportujuća ATPaza kapsularnog polisaharida
Transportujuća ATPaza kapsularnog polisaharida (EC 3.6.3.38) je enzim sa sistematskim imenom ATP fosfohidrolaza (eksport kapsularnog polisaharida). Ovaj enzim katalizuje sledeću hemijsku reakciju
ATP + 2O + kapsularni polisaharidin {\displaystyle \rightleftharpoons } ADP + fosfat + kapsularni polisaharidout
Ova ATPaza ABC-tipa je karakteristična po prisustvu dva slična ATP-vezujuća domena.

## Spoljašnje veze
- Capsular-polysaccharide-transporting+ATPase на 